# Лука Миливојевић
Лука Миливојевић (Крагујевац, 7. април 1991) српски је фудбалер који игра на средини терена.

## Клупска каријера
Сениорску каријеру је започео у Радничком из Крагујевца у сезони 2007/08. када се клуб такмичио у Српској лиги Запад. Након тога је прешао у суперлигаша Рад, где је провео три и по сезоне и забележио 48 првенствених наступа. Након завршетка јесењег дела сезоне 2011/12. Миливојевић је потписао уговор на три и по године са Црвеном звездом и узео број 15. Провео је наредних годину и по дана у Црвеној звезди, освојио је трофеј Купа у сезони 2011/12, а у сезонама 2011/12. и 2012/13. изабран је у идеални тим Суперлиге Србије.
Миливојевић је крајем јула 2013. потписао петогодишњи уговор са белгијским Андерлехтом. Према наводима медија Црвеној звезди је припало обештећење од 3 милиона евра (од чега 25% иде Раду). У дресу Андерлехта по први пут је наступио у групној фази Лиге шампиона. Забележио је 16 првенствених наступа у освајању титуле првака Белгије у сезони 2013/14. Поред овога са Андерлехтом је освојио и белгијски Суперкуп у јулу 2014. године. Првог дана септембра 2014. Андерлехт је послао Миливојевића на једногодишњу позајмицу у Олимпијакос. Миливојевић је као стандардан првотимац учествовао у освајању дупле круне у Грчкој након чега је Олимпијакос у јуну 2015. откупио његов уговор од Андерлехта. У јануару 2016. Миливојевић је први пут носио капитенску траку у победи Олимпијакоса над Астерасом. И у другој сезони са клубом је био првак Грчке. Након одласка капитена Манијатиса из клуба у летњем прелазном року 2016, Миливојевић је носио капитенску траку у сезони 2016/17. 
Дана 31. јануара 2017. потписао је троипогодишњи уговор са Кристал паласом. Дебитовао је у Премијер лиги 11. фебруара на утакмици против Стоук ситија. Свој први гол у Премијер лиги Миливојевић је постигао 10. априла 2017. када је са  једанаестерца био прецизан у победи од 3:0 над Арсеналом. Почетком 2018. године постао је капитен Кристал паласа. У августу 2019. продужио је уговор са Кристал паласом до лета 2023. године. По истеку уговора на крају такмичарске 2022/23. напустио је Кристал палас. Забележио је укупно 192 наступа за клуб у свим такмичењима. Био је најбољи клупски стрелац у сезонама 2017/18. и 2018/19. Са 28 постигнутих голова у Премијер лиги напустио је Кристал палас као трећи најбољи клупски стрелац у историји овог такмичења (испред њега су Кристијан Бентеке и Вилфред Заха).
У авгуту 2023. потписао је за Ал Шабаб Ахли из Дубаија.

## Репрезентација
Миливојевић је наступао за младу репрезентацију Србије. Селектор сениорске репрезентације Србије, Владимир Петровић Пижон, уврстио га је на списак играча за мечеве против Италије и Словеније у квалификацијама за Европско првенство 2012, али тада није дебитовао. За сениорску репрезентацију Србије дебитовао је 14. новембра 2012, код селектора Синише Михајловића, на пријатељској утакмици са Чилеом (1:3). Свој први гол за репрезентацију постигао је на мечу против Аустрије у квалификацијама за Светско првенство 2018. у Русији. Био је учесник Светског првенства 2018. у Русији. Србија је такмичење завршила у групној фази а Миливојевић је наступио на две утакмице Мундијала, у победи над Костариком (1:0) и поразу од Швајцарске (1:2).
Од репрезентације се опростио 2021. године уз изјаву којом је рекао да је разочаран у фудбалски савез и репрезентацију.

## Статистика

### Репрезентативна
Ажурирано 11. октобра 2020.
| Србија | Србија   | Србија |
| Година | Утакмица | Голова |
| ------ | -------- | ------ |
| 2012   | 1        | 0      |
| 2013   | 6        | 0      |
| 2015   | 4        | 0      |
| 2016   | 9        | 0      |
| 2017   | 5        | 1      |
| 2018   | 6        | 0      |
| 2019   | 6        | 0      |
| 2020   | 2        | 0      |
| Укупно | 39       | 1      |

### Голови за репрезентацију
| #  | Датум            | Место         | Противник | Гол | Резултат | Такмичење                                |
| -- | ---------------- | ------------- | --------- | --- | -------- | ---------------------------------------- |
| 1. | 6. октобар 2017. | Беч, Аустрија | Аустрија  | 1–0 | 2–3      | Квалификације за Светско првенство 2018. |

## Награде

### Клупске
Црвена звезда
- Куп Србије (1) : 2011/12.

Андерлехт
- Првенство Белгије (1) : 2013/14.
- Суперкуп Белгије (1) : 2014.

Олимпијакос
- Првенство Грчке (2) : 2014/15, 2015/16.
- Куп Грчке (1) : 2014/15.

### Индивидуалне
- Најбољи тим Суперлиге Србије: 2011/12, 2012/13.